# Albertus Werth
Albertus Johannes Werth (* 6. März 1888 in Malmesbury, Kapkolonie; † 4. März 1948) war ein südafrikanischer Politiker.

## Lebensweg
Wert ging in Stellenbosch zur Schule und engagierte sich früh für die Nasionale Party. 1920 wurde er für Kroonstad ins Parlament gewählt und war dort bis 1926 vertreten. Zu diesem Zeitpunkt wurde Wert Administrator von Südwestafrika. Bis zum 1. April 1933 blieb er im Amt, das er an David Conradie übergab. Ab 1938 saß Wert erneut im Parlament, diesmal als Vertreter von George.